# ISO 3166-2:GE
Die Liste der ISO-3166-2-Codes für  Georgien enthält die Codes für die zwei autonomen Republiken, die Stadt Tiflis und die neun Regionen.

Die Codes bestehen aus zwei Teilen, die durch einen Bindestrich voneinander getrennt sind. Der erste Teil gibt den Landescode gemäß ISO 3166-1 (für  Georgien GE), der zweite den Code für zwei autonomen Republiken, die Stadt Tiflis und die neun Regionen wieder.
Die aktuellen Codes stehen auf der Seite der ISO unter #iso:code:3166:GE zur Verfügung.

## Kodierliste

Republiken, Stadt Tiflis und Regionen in Georgien

### Autonome Republiken
| Republik   | Code  |
| ---------- | ----- |
| Abchasien  | GE-AB |
| Adscharien | GE-AJ |

### Stadt
| Stadt  | Code  |
| ------ | ----- |
| Tiflis | GE-TB |

### Regionen
| Region                                  | Code  |
| --------------------------------------- | ----- |
| Gurien                                  | GE-GU |
| Imeretien                               | GE-IM |
| Kachetien                               | GE-KA |
| Niederkartlien                          | GE-KK |
| Mingrelien und Oberswanetien            | GE-SZ |
| Mzcheta-Mtianeti                        | GE-MM |
| Ratscha-Letschchumi und Niederswanetien | GE-RL |
| Samzche-Dschawachetien                  | GE-SJ |
| Innerkartlien                           | GE-SK |